# El Carmen de Tacalpo
El Carmen de Tacalpo es una localidad peruana ubicada en el distrito de Ayabaca, perteneciente a la provincia homónima del departamento de Piura, al norte del Perú. 

## Ubicación
El Carmen de Tacalpo se ubica al noreste de la provincia de Ayabaca, en el distrito de Ayabaca, en el departamento de Piura.

## Demografía
En 2017 El Carmen de Tacalpo tenía una población de 46 habitantes.
| Gráfica de evolución demográfica de El Carmen de Tacalpo entre 1993 y 2017 |
|                                                                            |
| Fuentes: Población 1993 y 2017                                             |